# Grotta di Turi
La grotta di Turi (meglio nota come grotta di Sant'Oronzo, in turese grotte de Sande Ronze) è una grotta carsica localizzata in Puglia.

## Storia

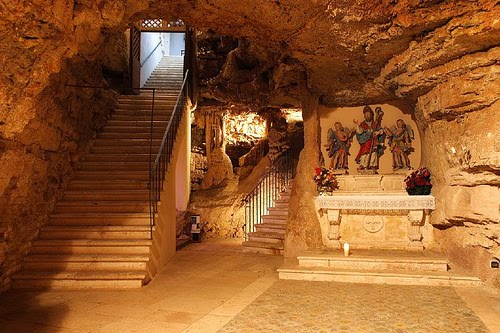
Entrata della grotta. A sinistra la scalinata, a destra l'altare con ai piedi un pavimento in maioliche.

La grotta naturale, situata appena fuori dall'abitato di Turi, è quella in cui secondo la tradizione Sant'Oronzo predicava e amministrava l'Eucaristia durante la sua persecuzione. Il suo ingresso fu dimenticato per molti secoli, anche se il fondo in cui giace la grotta mantenne comunque il toponimo "Sant'Oronzo".
L'accesso fu rinvenuto durante la peste del regno napoletano del 1656-58, e tornò a essere un luogo di preghiera. Tuttavia la grotta, sita a quell'epoca in aperta campagna, lontana dall'abitato, doveva essere un luogo di difficile accesso per l'accresciuta folla di fedeli. Con le offerte fu così incominciata la costruzione di una grande chiesa al di sopra della sacra grotta, denominata Cappellone di Sant'Oronzo, che per superficie era la seconda chiesa di Turi dopo la matrice; attualmente è la terza, dopo la matrice e l'Ausiliatrice.

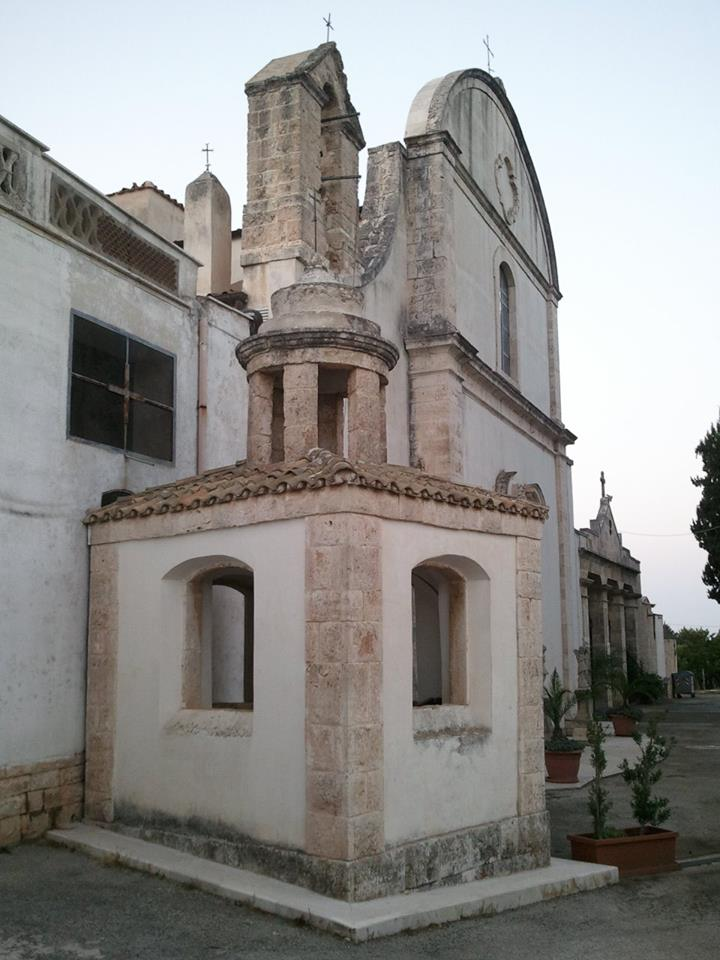
Unico lucernario della grotta di Sant'Oronzo.

Si dovette incominciare, come si legge nell'epigrafe posta sulla cornice, nel 1727 con la costruzione sul primitivo ingresso di un piccolo padiglione, oggi unico lucernario della grotta, esterno alla pianta della chiesa.
Seguì la formazione di una monumentale scala d'ingresso alla grotta sottostante, con gradini in pietra finemente lavorata e balaustre in ferro battuto di ottima fattura, data A.D. 1728, come si legge in un'epigrafe posta sull'arco centrale frontalmente alla scala, dove la prima rampa è doppia e parallela e si conclude con una piccola cappella a tre cupole, al cui centro è posto un crocifisso di anonimo artista locale, databile al secolo XVIII, restaurato nell'anno 2000. 
L'edificazione della chiesa ebbe inizio dunque nel 1727. La chiesa, isolata in piena campagna, costruita per volontà dei fedeli, bene di proprietà pubblica, doveva apparire in tutta la sua maestosità e teatralità, rispecchiando un periodo particolarmente ricco di vita religiosa e culturale a Turi. Il 26 aprile 1888, il sindaco di Turi, O. Giannini, con regolare convenzione, affida il servizio della chiesa al priore della confraternita di Sant'Oronzo, fondata nel 1792. 
L'edificio è una fabbrica quadrangolare con croce greca inserita, è coperto all'incrocio delle navate con una calotta sferica, mentre le navate sono coperte con volta a botte e a vela. La grotta, profonda circa 12 metri, articolata su diversi livelli, costituisce con il suo altare in pietra, coevo e analogo ai superiori, la cripta della chiesa e ne fa parte integrante. Al suo rinvenimento, la Distinta Relazione, scritta nel 1759, ci fa sapere che, all'interno, furono trovate l'altare, la croce, e le due ampolline, "indizi e ben chiari contrassegni d'aver il Santo ivi in quella grotta celebrato in tempo delle sue persecuzioni".
Sul portale d'ingresso c'era uno stemma del Comune di Turi con un'epigrafe illeggibile per la prima riga, seguita dalla scritta "Martinelli 1774", purtroppo trafugato anni fa, sorte comune ai due angeli che erano posti all'ingresso, le cui basi recano ancora la data 1918.
L'intero edificio è stato oggetto di un meticoloso, quanto prezioso, restauro durato circa due anni, che ha riportato la chiesa e la grotta all'antico splendore. La chiesa è stata riaperta al culto, con una solenne celebrazione, alla presenza di una gran folla di fedeli, il 7 maggio 2000, in ricordo del pellegrinaggio che si svolse il 3 maggio 1726.

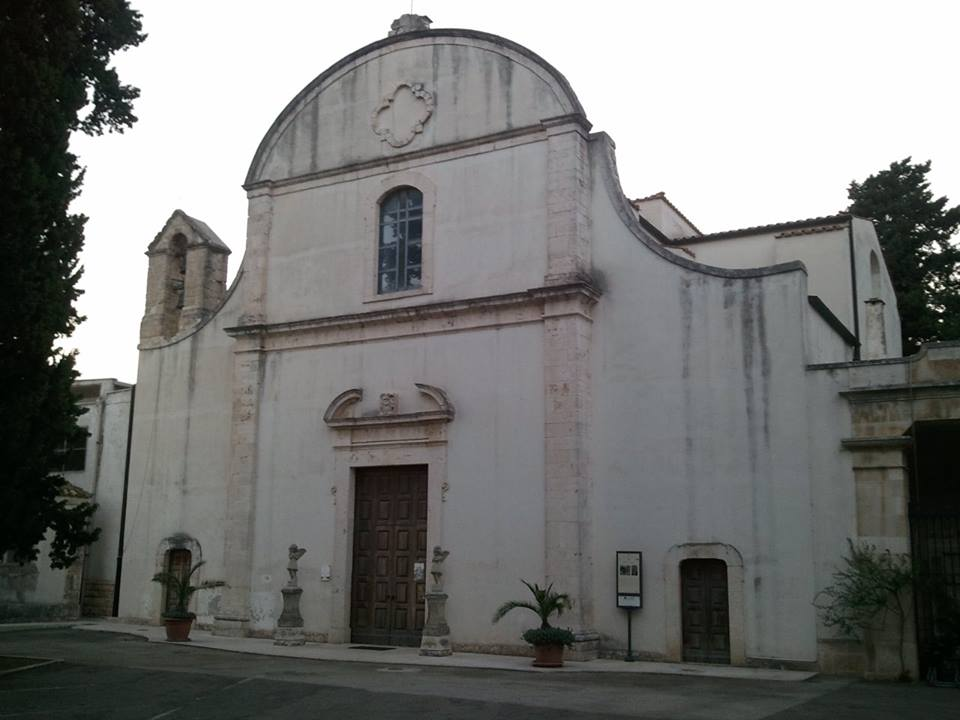
Chiesa di Sant'Oronzo, detta anche "cappellone", nella quale vi è l'ingresso alla grotta.
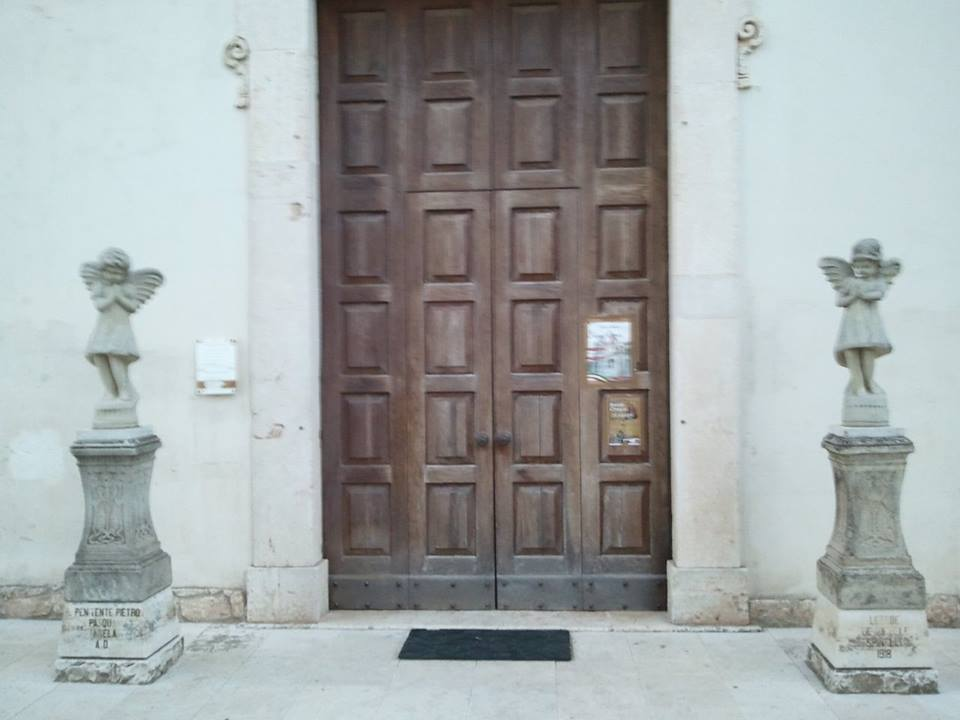
Angeli all'ingresso della chiesa. Questi sostituiscono quelli scomparsi tempo fa.
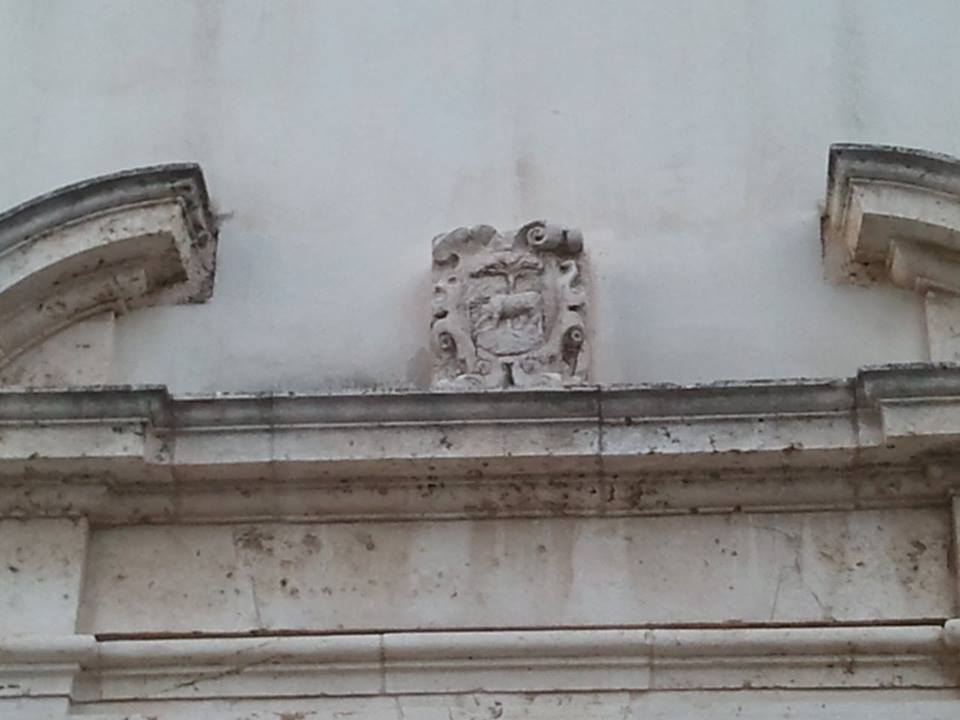
Stemma di Turi sovrastante il portone d'ingresso della chiesa.
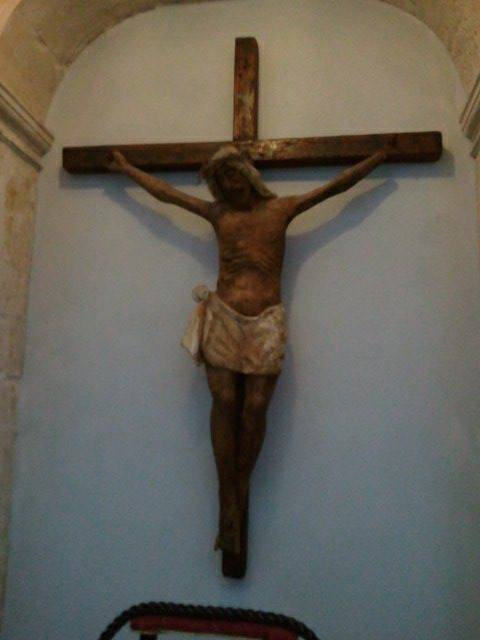
Crocifisso antico situato prima dell'ingresso nella grotta.
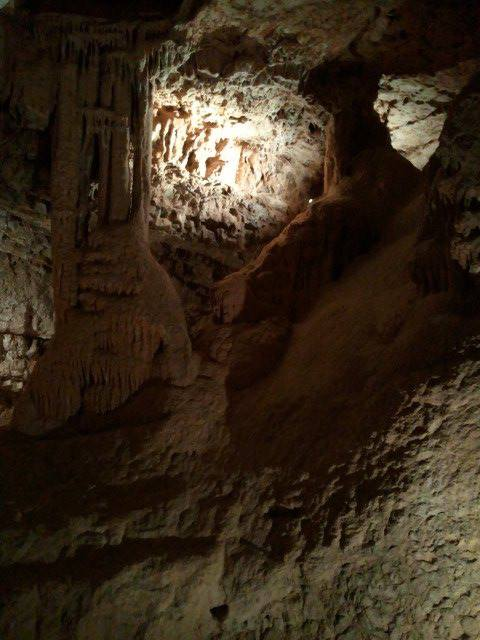
Colonna della vita.
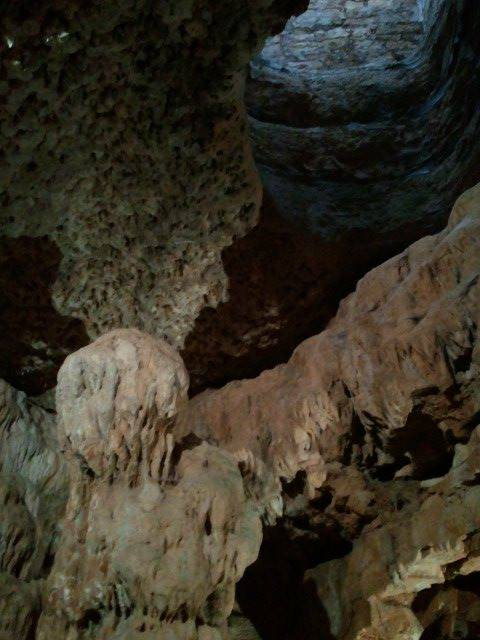
Inghiottitoio, coperto da un lucernario, dal quale il santo si calava per accedere alla grotta.
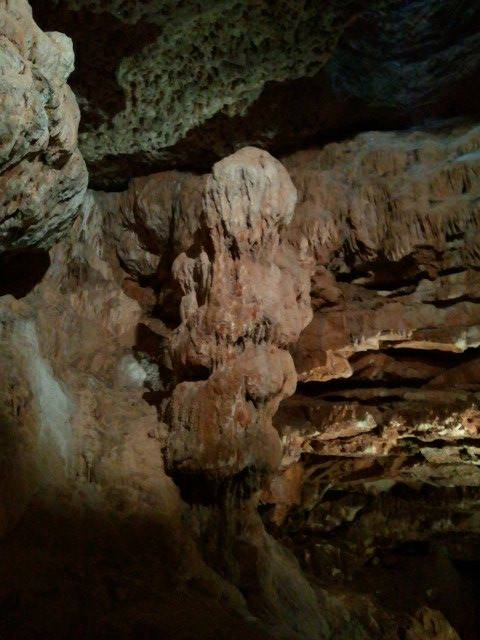
Particolare stalagmite.

## Descrizione

### Altare
Nella grotta di Sant'Oronzo di Turi sono presenti due altari. Il primo, più recente, orientato a nord ed è stato realizzato quasi certamente nel 1727-1728 in occasione della costruzione del santuario che sovrasta la grotta e della scalinata di accesso all'ipogeo.
Il secondo in orientamento liturgico è il più antico, danneggiato dall'ingiuria del tempo e forse profanato a giudicare dal degrado della mensa e dalla parziale demolizione del retablo. 

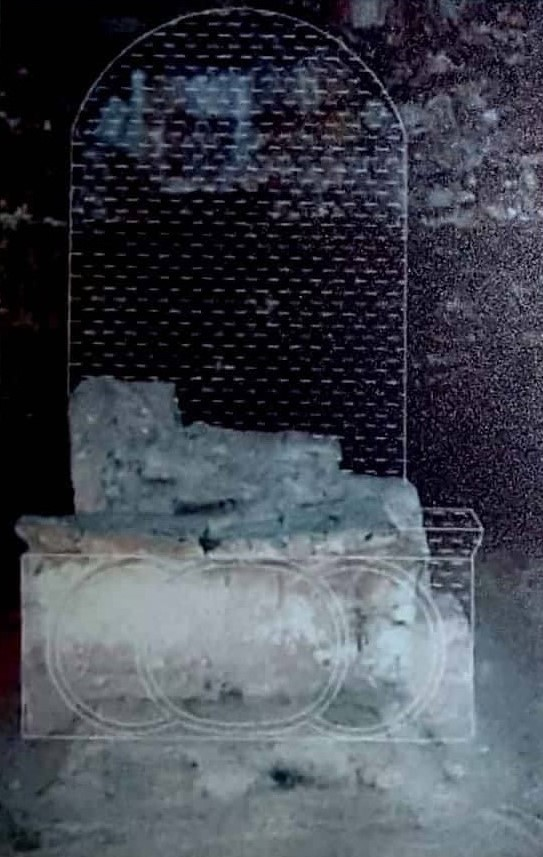
Ipotesi ricostruttiva dell'altare antico.

L'antico altare, di forma rettangolare, è realizzato con conci sbozzati uniti da malta e rivestiti da intonaco; il piano della mensa, in pietra calcarea lavorata a martellina, presenta al centro della faccia superiore l'incavo per la deposizione delle reliquie. 
Sul lato posteriore di questa sono stati rinvenuti i resti della pala da altare che, presumibilmente, in origine si elevava fino a toccare la volta della grotta. 
Il paliotto dell'altare mostra sull'intonaco di color crema i resti di una decorazione di color bruno, consistente in un semicerchio che si interseca in un medaglione centrale. È possibile supporre la presenza di un motivo speculare, pertanto il fregio doveva essere composto da un medaglione ovale centrale affiancato da due semicerchi. A poca distanza dall'antico altare è presente una vaschetta scavata nella roccia calcarea, molto probabilmente usata nei riti che si svolgevano nella grotta.
La tipologia d'altare, le sue dimensioni e soprattutto lo spessore delle concezioni in carbonato di calcio presenti nella calotta della nicchia (la cui formazione ha richiesto sicuramente alcuni secoli e oggi completamente assenti) permettono di ipotizzare una datazione risalente all'età medievale. 
Dal XIII secolo, infatti, si diffonde questa tipologia di altare e contemporaneamente anche la pratica di custodire le reliquie dei Santi in cavità che venivano sigillate al momento della consacrazione. I resti di questo antico altare sono da riferire, presumibilmente, a un'antica cappella ipogea dedicata al Santo Patrono di Turi già dal XVIII.
In realtà, tutta la contrada è dedicata al Santo ancor prima del 1600, visto che di essa si parla in documenti notarili datati 1485.
In particolare, recenti ricerche storiche hanno evidenziato la presenza di un'antica cappella dedicata a Sant'Oronzo già prima del 1657 (data a cui si fa risalire l'inizio del culto verso il santo leccese, per aver liberato la città dal pericoloso contagio della peste). Infatti, già nel 1627 la protezione del Santo fu invocata per una terribile siccità di quell'anno, che cessò il 26 agosto, giorno del sacro martirio del vescovo leccese.

### Le Maioliche
Nella grotta di Sant'Oronzo, nei pressi del cimitero di Turi, si trova ai piedi dell'altare settecentesco del Santo un pavimento di forma quadrangolare costituito da 238 mattonelle in maiolica disposte in ordine pressoché casuale su 17 file di 14 pezzi ciascuna. L'inedita opera, pregevole esempio di maiolica pugliese, si è conservata pressoché integra. 
Ogni piastrella si presenta con un suo originale motivo decorativo di impronta profana inquadrato all'interno di una cornice geometrica, formata da due o tre anelli concentrici fermati agli angoli da tre petali stilizzati, come se le immagini racchiuse nei clipei sbocciassero dai calici di quattro fiori. 
Il fantasioso e variegato repertorio ornamentale, dalle brillanti campiture turchesi definite da sottili linee brune con piccoli dettagli in giallo e in verde, presenta tre tipologie di motivi che possono essere classificate in decorazioni a foggia di rosone, di festoni e di immagini figurate. 
Queste ultime rappresentano figure maschili e femminili, paesaggi campestri e vedute marine; motivi vegetali e animali e uno stemma araldico. 

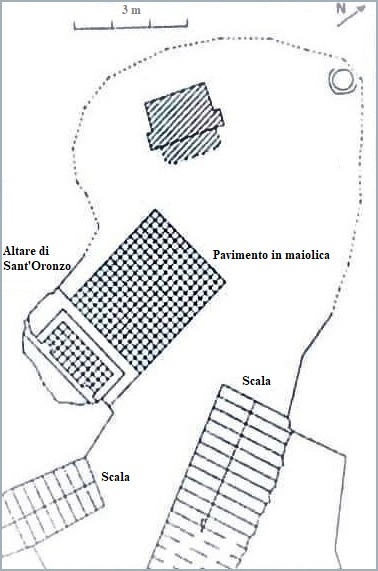
Grotta di Sant'Oronzo, rilievo fotografico degli altari e del pavimento in maiolica.

Le figure ornamentali e i personaggi vengono raffigurati a tutto campo o incorniciate in decorazioni di gusto settecentesco. 
L'attribuzione alla bottega laertina è dovuta alle strette analogie con altre mattonelle sempre di ceramica rinvenute in zona, mentre la datazione è dedotta dall'anno di edificazione della Chiesa di Sant'Oronzo nel 1728, eretta sopra la grotta e alla quale vi si può attualmente accedere attraverso una scalinata costruita nel 1727. 
Al 1727-1728 risale anche l'erezione del nuovo altare della grotta di Sant'Oronzo, ove negli stessi anni fu realizzata l'intera pavimentazione dell'aula che fungeva da cripta della chiesa sovrastante. Il piano di calpestio, che copre l'area della grotta, venne lastricato in pietra calcarea contemporaneamente alla messa in pavimentazione in mattonelle di maiolica il cui perimetro appare delimitato da una cornice lavorata nella stessa pietra. 
Tra i vari temi decorativi appaiono certamente di grande interesse le figure di busti maschili e femminili riportati su 16 mattonelle. I bizzarri personaggi hanno particolari capigliature o indossano strani cappelli; talvolta sono arricchiti da elementi vegetali, altra volte, invece, dalla bocca spuntano oggetti a forma di pipa o fischietti retrattili. Due mattonelle raffigurano degli ex voto allusivi all'insidia del mare e raffigurano imbarcazioni. Altre rappresentano rosoni antropomorfi che simboleggiano la luna e il sole.
Mirabili son i paesaggi monocromi e le vedute di luoghi di culto e castelli dove il senso di profondità del paesaggio viene reso attraverso la scansione di due o tre quinte prospettiche che riescono a conferire un senso tridimensionale alle piccole opere. 
Numerose sono le raffigurazioni di flora e fauna: in particolare, il leone araldico raffigurato con la bocca spalancata e la lingua sporgente, la criniera e la coda sono sinuose e talvolta ha lineamenti antropomorfi. Inoltre vengono rappresentati gatti e felini dipinti di giallo; mentre cani e volpi sono dipinti di turchese. Molto graziose le immagini di volatili, dalla straordinaria ricchezza policroma, stilizzati o naturalistici.
Numerose sono le raffigurazioni floreali, molto frequenti nella ceramica di Laterza, ma qui a Turi è possibile ammirare margherite, girasoli, garofani e gigli in un repertorio di colori e di forme vivace, ordinato in composizioni geometriche o racchiuse in composizioni a raggiera.
L'unico stemma araldico presente è fortemente deteriorato ma è possibile intravedere i resti di un'aquila nera ad ali spiegate sormontata da una corona. Esso è riconducibile a una nobile famiglia locale non titolata, probabilmente committente del pavimento; infatti la mattonella è collocata in una posizione strategica, in modo da darle massima visibilità da tutti i punti.